# Culex argenteopunctatus
Culex argenteopunctatus är en tvåvingeart som först beskrevs av Ventrillon 1905.  Culex argenteopunctatus ingår i släktet Culex och familjen stickmyggor.
Artens utbredningsområde är Madagaskar. Inga underarter finns listade i Catalogue of Life.